# David di Donatello 1973
La cerimonia di premiazione della 18ª edizione dei David di Donatello si è svolta il 21 luglio 1973 al teatro antico di Taormina.

## Vincitori
Migliore film
- Alfredo Alfredo, regia di Pietro Germi (ex aequo)
- Ludwig, regia di Luchino Visconti (ex aequo)

Miglior regista
- Luchino Visconti - Ludwig

Migliore attrice protagonista
- Florinda Bolkan - Cari genitori (ex aequo)
- Silvana Mangano - Lo scopone scientifico (ex aequo)

Migliore attore protagonista
- Alberto Sordi - Lo scopone scientifico

Miglior regista straniero
- Bob Fosse - Cabaret (Cabaret)

Migliore attrice straniera
- Liza Minnelli - Cabaret (Cabaret)

Migliore attore straniero
- Yves Montand - È simpatico, ma gli romperei il muso (César et Rosalie) (ex aequo)
- Laurence Olivier  - Gli insospettabili (Sleuth) (ex aequo)

Miglior film straniero
- Il padrino (The Godfather), regia di Francis Ford Coppola

David Europeo
- Vittorio De Sica

David speciale
- Helmut Berger, per la sua interpretazione in Ludwig
- Al Pacino, per la sua interpretazione ne Il padrino
- Maria Schneider per le sue interpretazioni in Ultimo tango a Parigi e Cari genitori
- Henry Fonda, alla carriera.